# LS Jack
LS Jack é uma banda de rock brasileira formada em 1997. Foi originalmente formada por Marcus Menna (voz), Sérgio Morel (teclados), Sérgio Ferreira (guitarra), Vitor Queiroz (baixo), Alessandro Barros (saxofone) e Bicudo (bateria).
A banda encerrou as atividades em 2004 devido aos problemas de saúde de Marcus Menna após uma lipoaspiração malsucedida. Em 2020 a banda retornou com Vinny como novo vocalista.

## História
Em 1997, o LS Jack começou quando os estudantes de música da Universidade Estácio de Sá Marcus Menna (voz e violão), Sérgio Morel (guitarra e teclados), Serginho Ferreira (guitarra), Vitor Queiroz (baixo), Alessandro Barros (saxofone) e Bicudo (bateria) se juntaram para montar a banda L'Acid Jazz, inspirado nas bandas de acid jazz como Jamiroquai. Em 1998, assinaram com a Indie Records e abreviaram o nome para LS Jack. 
O primeiro álbum, autointitulado LS Jack, lançado em 1999, trouxe o hit "Você Chegou", além de "Go Back", dos Titãs e "Quase Um Segundo", do grupo Os Paralamas do Sucesso. 
Em 2000, chegou Olho por Olho, Gente por Gente, em que a banda foi mais a fundo em busca de sua identidade. Os grandes destaques do trabalho foram "U Q Fazer", "O Tempo" e "Não Chores Mais". A cantora Luiza Possi ainda fez uma participação especial na faixa "Mil Vezes". 
Foi, entretanto, apenas em 2002 que o grupo se tornou um dos mais populares do país com o lançamento do terceiro disco em 2002, intitulado V.I.B.E.: Vibrações Inteligentes Beneficiando a Existência, que trouxe dois dos maiores sucessos de toda a carreira do LS Jack até então: "Carla" e "Uma Carta". As duas canções estiveram entre as mais tocadas do ano e renderam diversas turnês por todo o Brasil, além de aparições nos principais programas da televisão. O disco teve 200 mil cópias vendidas.
Logo após chegou Tudo Outra Vez, lançado em 2003. Feito em parceria com o renomado produtor Rick Bonadio, o álbum manteve o LS Jack em alta com "Sem Radar", "Espírito Meu" e "Amanhã Não Se Sabe".
Em 1 de julho de 2004, próximo ao lançamento do novo álbum, Marcus Menna teve uma parada cardiorrespiratória após ser vítima de uma lipoaspiração mal sucedida, passando vinte minutos quase sem oxigenação no cérebro e dois meses em coma. O álbum Jardim de Cores saiu em novembro de 2004 sem nenhuma divulgação devido à internação do vocalista e encerrou os trabalhos da banda, uma vez que Marcus passaria os próximos anos em recuperação e fisioterapia. Em 9 de setembro de 2005 a banda fez um show teste com Fábio Allman nos vocais, porém sem conseguir aceitação do público ou de uma nova gravadora, a retomada foi abortada.
A banda retomou os shows em 2010 e com Marcus para uma turnê comemorativa. Em fevereiro de 2020 retomaram com Vinny como vocalista, já que Marcus não quis reassumir os vocais. Em janeiro de 2021, a banda e Vinny lançam o EP LS Jack & Vinny, Volume 1.
Em 2022, a banda inicia a nova turnê "LS Jack 25 anos".
Em 2023, Vinny teve uma lesão nas cordas vocais e deixou a banda.

## Integrantes

#### Última formação
- Sérgio Ferreira - guitarra, violão (1999 - 2004; 2020 - 2023)
- Vitor Queiroz - baixo (1999 - 2004; 2020 - 2023)
- Bicudo - bateria (1999 - 2004; 2020 - 2023)
- Vinny Bonotto - voz (2020 - 2023)

#### Ex-integrantes
- Marcus Menna - voz, violão (1999 - 2004)
- Sérgio Morel - guitarra (1999 - 2004), teclados (1999 - 2000)
- Alessandro Barros - saxofone (1999 - 2000)

## Discografia

### Álbuns de estúdio
| Álbum                          | Detalhes                                                                                |
| ------------------------------ | --------------------------------------------------------------------------------------- |
| LS Jack                        | - Lançamento: 10 de agosto de 1999 - Formatos: CD - Gravadora: Indie                    |
| Olho por Olho, Gente por Gente | - Lançamento: 18 de setembro de 2000 - Formatos: CD - Gravadora: Indie                  |
| V.I.B.E.                       | - Lançamento: 18 de janeiro de 2002 - Formatos: CD - Gravadora: Indie                   |
| Tudo Outra Vez                 | - Lançamento: 23 de junho de 2003 - Formatos: CD - Gravadora: Indie                     |
| Jardim de Cores                | - Lançamento: 1 de novembro de 2004 - Formatos: CD - Gravadora: Indie                   |
| LS Jack & Vinny                | - Lançamento: 14 de janeiro de 2021 - Formatos: CD, download digital - Gravadora: Indie |

### Álbuns ao vivo
| Álbum                           | Detalhes                                                               |
| ------------------------------- | ---------------------------------------------------------------------- |
| Festival de Verão Salvador 2004 | - Lançamento: 1 de fevereiro de 2005 - Formatos: CD - Gravadora: Indie |

### Singles
| Título                    | Ano  | Álbum                          |
| ------------------------- | ---- | ------------------------------ |
| "Você Chegou"             | 1999 | LS Jack                        |
| "LS Jack"                 | 1999 | LS Jack                        |
| "Go Back"                 | 2000 | LS Jack                        |
| "O Tempo"                 | 2000 | Olho por Olho, Gente por Gente |
| "Não Chores Mais"         | 2001 | Olho por Olho, Gente por Gente |
| "U Que Fazer"             | 2001 | Olho por Olho, Gente por Gente |
| "Carla"                   | 2002 | V.I.B.E.                       |
| "Uma Carta"               | 2002 | V.I.B.E.                       |
| "Talvez"                  | 2002 | V.I.B.E.                       |
| "Sem Radar"               | 2003 | Tudo Outra Vez                 |
| "Amanhã não se Sabe"      | 2003 | Tudo Outra Vez                 |
| "Outra Vez"               | 2004 | Tudo Outra Vez                 |
| "Meu Sossego"             | 2004 | Jardim de Cores                |
| "Esquece a Solidão e Sai" | 2021 | Não adicionado a nenhum álbum  |
| "No que Depender de Mim"  | 2021 | LS Jack & Vinny                |